# Irische Euromünzen
Die irischen Euromünzen sind die in Irland in Umlauf gebrachten Euromünzen der gemeinsamen europäischen Währung Euro. Am 1. Januar 1999 trat Irland der Eurozone bei, womit die Einführung des Euros als zukünftiges Zahlungsmittel gültig wurde.

## Umlaufmünzen
Die irischen Euromünzen haben alle dasselbe von Jarlath Hayes entworfene Design. Dargestellt ist eine keltische Harfe, ein traditionelles Symbol für Irland. Rechts davon findet sich das Prägejahr, links die Landesbezeichnung ÉIRE (gemäß der Irischen Rechtschreibung, in der die meisten Großbuchstaben den Kleinbuchstaben der gälischen Schrift ähneln), am Rand sind die zwölf Sterne der EU.
Geprägt werden die irischen Münzen im Currency Centre der irischen Zentralbank in Sandyford. Begonnen wurde mit der Prägung im September 1999, jedoch wurden die von 1999 bis 2002 geprägten Münzen mit dem Erstausgabejahr 2002 versehen, somit tragen sie erst ab 2003 ihr tatsächliches Prägejahr. Eine Teilauflage der 1- und 5-Cent-Stücke des ersten Jahrgangs wurden von der Royal Mint hergestellt. Ebenso wurden 2007 1-Cent-Stücke von der Monnaie de Paris geprägt. Die Münzen tragen keine Münzzeichen, so dass es keine Unterscheidungsmöglichkeit gibt. Die Kursmünzen in der Qualität Polierte Platte wurden 2006 und 2007 von der Suomen Rahapaja, sowie 2009 und 2012 bei der Königlich Niederländischen Münze hergestellt; ebenso wie 2007 die 2-Euro-Gedenkmünzen gleicher Prägequalität in Finnland, bzw. 2009 und 2012 in den Niederlanden. Mit der Prägung der Sammlermünzen wurden bisher B.H. Mayer’s Kunstprägeanstalt, die Monnaie de Paris, die Königliche Niederländische Münze sowie die kroatische Münze in Zagreb beauftragt.
Wie die meisten Euroländer prägt Irland bereits seit 2007 seine Euromünzen mit der neu gestalteten Vorderseite (neue Europakarte).
| 0,01 €          | 0,02 €          | 0,05 €                                                                                           |
| --------------- | --------------- | ------------------------------------------------------------------------------------------------ |
| 1 Cent          | 2 Cent          | 5 Cent                                                                                           |
| Keltische Harfe |                 |                                                                                                  |
| 0,10 €          | 0,20 €          | 0,50 €                                                                                           |
| 10 Cent         | 20 Cent         | 50 Cent                                                                                          |
| Keltische Harfe |                 |                                                                                                  |
| 1,00 €          | 2,00 €          | Rand der 2-€-Münze                                                                               |
| 1 Euro          | 2 Euro          |                                                                                                  |
| Keltische Harfe | Keltische Harfe | Sechsmal abwechselnd die Zahl 2 und ★ ★ (zwei Sterne), abwechselnd aufrecht und um 180° gedreht. |

## 2-Euro-Gedenkmünzen
| Nr. | Bild | Ausgabedatum Bildreferenz | Anlass                                                                                      | Amtsblatt Referenz | Auflage   |
| --- | ---- | ------------------------- | ------------------------------------------------------------------------------------------- | ------------------ | --------- |
| 1   |      | 26. März 2007             | 50. Jahrestag der Unterzeichnung des Vertrags von Rom Euro-13-Gemeinschaftsausgabe          | [ 6 ] [ 7 ]        | 4.651.112 |
| 2   |      | 1. Januar 2009            | Zehnjähriges Bestehen der Wirtschafts- und Währungsunion (WWU) Euro-16-Gemeinschaftsausgabe | [ 9 ] [ 10 ]       | 3.812.908 |
| 3   |      | 3. Januar 2012            | 10. Jahrestag der Einführung des Euro-Bargelds Euro-17-Gemeinschaftsausgabe                 | [ 12 ] [ 13 ]      | 1.354.867 |
| 4   |      | 16. Oktober 2015          | Dreißigjähriges Bestehen der EU-Flagge Euro-19-Gemeinschaftsausgabe                         | [ 15 ] [ 16 ]      | 1.000.000 |
| 5   |      | 20. Januar 2016           | 100. Jahrestag des Osteraufstands 1916                                                      | [ 18 ] [ 19 ]      | 4.500.000 |
| 6   |      | 21. Januar 2019           | 100. Jahrestag der ersten Sitzung des Dáil Éireann                                          | [ 21 ] [ 22 ]      | 1.000.000 |
| 7   |      | 1. Juli 2022              | 35 Jahre Erasmus-Programm Euro-19-Gemeinschaftsausgabe                                      | [ 24 ] [ 25 ]      | 0.500.000 |
| 8   |      | 22. Juni 2023             | 50. Jahrestag des EU-Beitritts                                                              | [ 27 ]             | 0.500.000 |

## Sammlermünzen
Es folgt eine Auflistung aller Sammlermünzen Irlands bis 2022.
| Thema                                                                            | Ausgabedatum       | Nennwert  | Material     | Masse   | Durchmesser | Auflage                      |
| -------------------------------------------------------------------------------- | ------------------ | --------- | ------------ | ------- | ----------- | ---------------------------- |
| XI. Special Olympics World Summer Games 2003 in Dublin                           | 15. April 2003     | 05 Euro   | Kupfernickel | 14,19 g | 28,4 mm     | 60.000 (davon 35.000 im KMS) |
| XI. Special Olympics World Summer Games 2003 in Dublin                           | 15. April 2003     | 10 Euro   | 925er Silber | 28,28 g | 38,61 mm    | 30.000                       |
| Erweiterung der Europäischen Union – EU-Ratspräsidentschaft                      | 8. April 2004      | 10 Euro   | 925er Silber | 28,28 g | 38,61 mm    | 50.000                       |
| Internationales Jahr der Physik 2005, 200. Geburtstag von William Rowan Hamilton | 23. Mai 2005       | 10 Euro   | 925er Silber | 28,28 g | 38,61 mm    | 30.000                       |
| 100. Geburtstag von Samuel Beckett                                               | 26. April 2006     | 10 Euro   | 925er Silber | 28,28 g | 38,61 mm    | 35.000                       |
| 100. Geburtstag von Samuel Beckett                                               | 26. April 2006     | 20 Euro   | 999er Gold   | 1,24 g  | 13,92 mm    | 20.000                       |
| Ivan Meštrović – „Junge mit Harfe“                                               | 15. Februar 2007   | 15 Euro   | 925er Silber | 24 g    | 37 mm       | 08.000                       |
| Keltische Kultur                                                                 | 12. September 2007 | 10 Euro   | 925er Silber | 28,28 g | 38,61 mm    | 35.000                       |
| Keltische Kultur                                                                 | 12. September 2007 | 20 Euro   | 999er Gold   | 1,24 g  | 13,92 mm    | 25.000                       |
| Klosterinsel Skellig Michael                                                     | 23. April 2008     | 10 Euro   | 925er Silber | 28,28 g | 38,61 mm    | 25.000                       |
| Klosterinsel Skellig Michael                                                     | 23. April 2008     | 20 Euro   | 999er Gold   | 1,24 g  | 13,92 mm    | 15.000                       |
| Internationales Polarjahr – Ernest Shackleton und Tom Crean                      | 2. September 2008  | 05 Euro   | 925er Silber | 8,52 g  | 28 mm       | 06.000                       |
| Internationales Polarjahr – Ernest Shackleton und Tom Crean                      | 2. September 2008  | 100 Euro0 | 999er Gold   | 15,55 g | 28 mm       | 03.000                       |
| 80. Jahrestag der Ersten Währung – Ploughman Banknotes                           | 6. Mai 2009        | 10 Euro   | 925er Silber | 28,28 g | 38,61 mm    | 15.000                       |
| 80. Jahrestag der Ersten Währung – Ploughman Banknotes                           | 6. Mai 2009        | 20 Euro   | 999er Gold   | 1 g     | 13,92 mm    | 10.000                       |
| 125 Jahre Gälischer Sportverband                                                 | 3. November 2009   | 15 Euro   | 925er Silber | 28,28 g | 38,61 mm    | 10.000                       |
| 25 Jahre Gaisce – The President’s Award                                          | 29. April 2010     | 10 Euro   | 925er Silber | 28,28 g | 38,61 mm    | 12.000                       |
| 25 Jahre Gaisce – The President’s Award                                          | 29. April 2010     | 20 Euro   | 999er Gold   | 1 g     | 13,92 mm    | 10.000                       |
| Pferd                                                                            | 14. Oktober 2010   | 15 Euro   | 925er Silber | 28,28 g | 38,61 mm    | 15.000                       |
| St. Brendan, der Seefahrer                                                       | 15. Februar 2011   | 10 Euro   | 925er Silber | 28,28 g | 38,61 mm    | 15.000                       |
| Keltisches Kreuz                                                                 | 18. April 2011     | 20 Euro   | 999er Gold   | 0,5 g   | 11 mm       | 12.000                       |
| Lachs                                                                            | 10. Oktober 2011   | 15 Euro   | 925er Silber | 28,28 g | 38,61 mm    | 12.000                       |
| 55. Todestag von Jack Butler Yeats                                               | 25. Januar 2012    | 10 Euro   | 925er Silber | 28,28 g | 38,61 mm    | 12.000                       |
| Irische Kunst: The Book of Kells                                                 | 24. April 2012     | 20 Euro   | 999er Gold   | 0,5 g   | 11 mm       | 12.000                       |
| 90. Todestag von Michael Collins                                                 | 15. August 2012    | 10 Euro   | 925er Silber | 28,28 g | 38,61 mm    | 08.000                       |
| 90. Todestag von Michael Collins                                                 | 15. August 2012    | 20 Euro   | 999er Gold   | 0,5 g   | 11 mm       | 12.000                       |
| Irischer Wolfshund                                                               | 2012               | 15 Euro   | 925er Silber | 28,28 g | 38,61 mm    | 08.000                       |
| James Joyce                                                                      | 10. April 2013     | 10 Euro   | 925er Silber | 28,28 g | 38,61 mm    | 10.000                       |
| 50 Jahre Irlandbesuch von John F. Kennedy                                        | 2013               | 10 Euro   | 925er Silber | 28,28 g | 38,61 mm    | 10.000                       |
| 50 Jahre Irlandbesuch von John F. Kennedy                                        | 2013               | 20 Euro   | 999er Gold   | 1 g     | 13,92 mm    | 10.000                       |
| 100. Jahrestag der Aussperrung von Arbeitern in Dublin                           | 2013               | 15 Euro   | 925er Silber | 28,28 g | 38,61 mm    | 10.000                       |
| Rock of Cashel                                                                   | 2013               | 20 Euro   | 999er Gold   | 0,5 g   | 11 mm       | 10.000                       |
| 1000. Jahrestag der Schlacht von Clontarf                                        | 23. April 2014     | 20 Euro   | 999er Gold   | 0,5 g   | 11 mm       | 12.000                       |
| 100. Todestag von John Philip Holland                                            | 2014               | 15 Euro   | 925er Silber | 28,28 g | 38,61 mm    | 10.000                       |
| 130. Geburtstag von John McCormack                                               | 2014               | 10 Euro   | 925er Silber | 28,28 g | 38,61 mm    | 08.000                       |
| 70. Jahre Frieden und Freiheit in Europa                                         | 2015               | 10 Euro   | 925er Silber | 28,28 g | 38,61 mm    | 08.000                       |
| 150. Geburtstag von William Butler Yeats                                         | 2015               | 15 Euro   | 925er Silber | 28,28 g | 38,61 mm    | 08.000                       |
| 20. Todestag von Physik-Nobelpreisträger Ernest Walton                           | 2015               | 15 Euro   | 925er Silber | 28,28 g | 38,61 mm    | 06.000                       |
| 40. Todestag von Eileen Gray                                                     | 2016               | 10 Euro   | 925er Silber | 28,28 g | 38,61 mm    | 06.000                       |
| 100 Jahre Osteraufstand – 100. Jahrestag der Ausrufung der Irischen Republik     | 2016               | 15 Euro   | 925er Silber | 28,28 g | 38,61 mm    | 18.000                       |
| 100 Jahre Osteraufstand – 100. Jahrestag der Ausrufung der Irischen Republik     | 2016               | 50 Euro   | 999er Gold   | 7,80 g  | 22 mm       | 05.500                       |
| 100 Jahre Osteraufstand – 100. Jahrestag der Ausrufung der Irischen Republik     | 2016               | 100 Euro0 | 999er Gold   | 15,50 g | 28 mm       | 01.000                       |
| Ha Penny Brücke                                                                  | 2017               | 10 Euro   | 925er Silber | 28,28 g | 38,61 mm    | 04.000                       |
| Sir Charles Parsons                                                              | 2017               | 15 Euro   | 925er Silber | 28,28 g | 38,61 mm    | 06.000                       |
| Gullivers Reisen                                                                 | 2017               | 15 Euro   | 925er Silber | 28,28 g | 38,61 mm    | 02.000                       |
| Bram Stokers Dracula                                                             | 2018               | 15 Euro   | 925er Silber | 28,28 g | 38,61 mm    | 03.000                       |
| 70. Geburtstag von Rory Gallagher                                                | 2018               | 15 Euro   | 925er Silber | 28,28 g | 38,61 mm    | 03.000                       |
| 100. Jahre Frauenwahlrecht                                                       | 2018               | 15 Euro   | 925er Silber | 28,28 g | 38,61 mm    | 03.000                       |
| 100. Jahrestag des ersten Transatlantik-Fluges                                   | 2019               | 15 Euro   | 925er Silber | 28,28 g | 38,61 mm    | 03.000                       |
| 70. Geburtstag von Phil Lynott                                                   | 2019               | 15 Euro   | 925er Silber | 28,28 g | 38,61 mm    | 03.000                       |
| 100. Jahrestag des Ersten Treffens des Dáil Éireann                              | 2019               | 100 Euro0 | 999er Gold   | 15,50 g | 28 mm       | 01.000                       |
| Christ Church Cathedral                                                          | 2020               | 10 Euro   | 925er Silber | 28,28 g | 38,61 mm    | 02.000                       |
| 80. Geburtstag von Luke Kelly                                                    | 2020               | 15 Euro   | 925er Silber | 28,28 g | 38,61 mm    | 03.000                       |
| Dr. Kathleen Lynn                                                                | 2. August 2022     | 15 Euro   | 925er Silber | 28,28 g | 38,61 mm    | 02.000                       |
| 100 Jahre Staatsgründung                                                         | 2022               | 15 Euro   | 999er Gold   | 15,50 g | 28 mm       | 00.750                       |
| Irische Frauen-Fußballnationalmannschaft                                         | September 2023     | 15 Euro   | 925er Silber | 28,28 g | 38,61 mm    | 03.000                       |
| 1500 Jahre seit dem Tod der Heiligen Brigida                                     | 26. Juni 2024      | 15 Euro   | 925er Silber | 28,28 g | 38,61 mm    | 02.000                       |
| 100 Jahre seit der Gründung der irischen Streitkräfte (Farbmünze)                | 1. Oktober 2024    | 15 Euro   | 925er Silber | 28,28 g | 38,61 mm    | 02.000                       |
| 100 Jahre seit George Bernard Shaw den Nobelpreis für Literatur erhielt          | 18. Juni 2025      | 15 Euro   | 925er Silber | 28,28 g | 38,61 mm    | 03.000                       |